# Philippe Jaffré
Pour les articles homonymes, voir Jaffré.
Philippe Jaffré né le 2 mai 1945 à Charenton-le-Pont et mort le 5 septembre 2007 Paris 10e, est un haut fonctionnaire et homme d'affaires français ayant notamment dirigé l’entreprise Elf Aquitaine.

## Biographie

### Famille et formation
Philippe Serge Yves Jaffré est né le 2 mars 1945 à Charenton-le-Pont dans le Val-de-Marne du mariage de Yves-Frédéric Jaffré, avocat, et de Janine Alliot. Il est le frère de l'analyste politique Jérôme Jaffré.
Il effectue ses études secondaires à l'école Massillon, puis au lycée Saint-Louis. Il intègre l'Institut d'études politiques de Paris. Il obtient une licence de droit. En mai 1968, il est secrétaire du Conseil étudiant de Sciences Po, dont il sort diplômé en 1968. Il a étudié à l’ENA, dans la promotion Rabelais (avec Laurent Fabius, Daniel Bouton…), dont il sort major en 1973.
De son mariage le 20 avril 1974 avec Élisabeth Coulon, sont nés trois enfants.

### Carrière professionnelle
Il choisit l’inspection des finances au ministère des Finances. En 1977, il obtient un poste de chargé de mission à la direction du Trésor, avant de devenir (1978-1979), secrétaire général du Comité interministériel pour l’aménagement des structures industrielles.
En 1979, il entre dans un cabinet ministériel auprès de René Monory, alors ministre des Finances.
En 1984 et 1985, il devient sous-directeur des participations à la direction du Trésor. Pendant la cohabitation, il est chargé par Édouard Balladur de conduire les privatisations décidées par le gouvernement.
En 1988, la direction du Trésor lui échappe au profit de Jean-Claude Trichet. Il rejoint pendant trois mois la banque Stern avant de devenir directeur général de la CNCA (Caisse nationale du Crédit agricole), poste qu'il occupe jusqu'en 1993.
En 1993, il devient PDG d’Elf Aquitaine succédant à Loïk Le Floch-Prigent. Il est nommé par Édouard Balladur qui le charge de privatiser le groupe. En 1994 l'affaire Elf éclate. En 2000, TotalFina rachète Elf et Philippe Jaffré démissionne. Il bénéficia alors d’un parachute doré constitué d’indemnités de départ et de stock-options.
Il s’investit alors, comme Président du Conseil de Surveillance, dans la Banque Internet Zebank, qui s'avère un échec financier malgré, selon ses propres mots, "un succès technique et commercial indéniable". Il devient en 2002 conseiller de Pierre Bilger (PDG d’Alstom). Il garde ce poste lorsque Patrick Kron devient PDG avant d’être directeur financier puis vice-président exécutif du groupe, poste qu’il occupait à sa mort.
En 2006, il publie un roman, Le Jour où la France a fait faillite, dont le but est de mettre en garde contre un accroissement non contrôlé de la dette française et ses conséquences catastrophiques. Il meurt le 5 septembre 2007 des suites d'un cancer, à l'âge de 62 ans.
Il était membre du club Le Siècle.

### Parcours professionnel
Il enseigne comme professeur à l'Institut d'études politiques de Paris à partir de 1975.

## Œuvres
- Monnaie et politique monétaire, (avec Jacques Henri-David), Economica, 1996.
- Pour et contre les stock-options, (avec Laurent Mauduit), Grasset, 2002.
- Philippe Jaffré et Philippe Riès, Le Jour où la France a fait faillite, Paris, Grasset, 2006, 362 p. (ISBN 2-246-71121-5), p. 362